# Cromismo
Em química, cromismo é um processo que induz uma mudança reversível nas cores de compostos. Na maioria dos casos, cromismo é baseado sobre uma mudança nos estados dos elétrons das moléculas, especialmente o estado π- ou [i]d[/i], assim este fenômeno é induzido por vários estímulos externos os quais podem alterar a densidade de elétrons das substâncias. É conhecido que há muitos compostos naturais que apresentam cromismos, e muitos compostos artificiais tem sido sintetizados até hoje. 

## Classificação
O cromismo é classificado pelo tipo de estímulo que o causa ou é usado para manifestá-lo. os principais tipos de cromismo são os seguintes:
- termocromismo é o cromismo que é induzido por calor, que é, uma mudança de temperatura. Este é o mais comum cromismo de todos.
- fotocromismo é induzido pela radiação luminosa. Este fenômeno é baseado na isomerização entre estruturas moleculares.
- eletrocromismo é induzido pelo ganho e perda de elétrons. Este fenômeno ocorre em compostos com sítios redox ativos, tais como íons metálicos ou radicais orgânicos.
- solvatocromismo baseia-se na polaridade do solvente. Muitos compostos solvatocrômicos são complexos metálicos.

Alguns outros tipos são:
- ionocromismo é o cromismo que é induzido pela presença de determinados íons.
- halocromismo é causado pelas variações de pH do meio em que se encontra a substância.
- tribocromismo é causado pelo atrito (fricção) das superfícies onde se encontra a substância.
- piezocromismo é causado pelo pressão mecânica das superfícies onde se encontra a substância.